# Kartîniv, Iavoriv
Kartîniv (în ucraineană Картинів) este un sat în comuna Dobrostanî din raionul Iavoriv, regiunea Liov, Ucraina.

## Demografie
Componența lingvistică a localității Kartîniv
     Ucraineană (100%)
Conform recensământului din 2001, toată populația localității Kartîniv era vorbitoare de ucraineană (100%).